# Прва лига Југославије у кошарци 1988/89.
Прва лига Југославије у кошарци 1988/89. је било 45. првенство СФРЈ у кошарци. Титулу је освојила Југопластика.

## Учесници првенства

### Табела
|     | Тим                   | Игр. | Поб. | Нер. | Изг. | П+   | П-   | П+/- | Бод |
| --- | --------------------- | ---- | ---- | ---- | ---- | ---- | ---- | ---- | --- |
| 1.  | Партизан Београд      | 22   | 16   | 0    | 6    | 2096 | 1879 |      | 38  |
| 2.  | Југопластика Сплит    | 22   | 16   | 0    | 6    | 1940 | 1729 |      | 38  |
| 3.  | Босна Сарајево        | 22   | 15   | 0    | 7    | 1911 | 1776 |      | 37  |
| 4.  | Црвена звезда Београд | 22   | 14   | 0    | 8    | 1921 | 1843 |      | 36  |
| 5.  | Задар                 | 22   | 14   | 0    | 8    | 1920 | 1710 |      | 36  |
| 6.  | Олимпија Љубљана      | 22   | 14   | 0    | 8    | 2059 | 1799 |      | 36  |
| 7.  | Цибона Загреб         | 22   | 12   | 0    | 10   | 1936 | 1919 |      | 34  |
| 8.  | ИМТ Београд           | 22   | 10   | 0    | 12   | 2016 | 2081 |      | 32  |
| 9.  | Војводина Нови Сад    | 22   | 9    | 0    | 13   | 1902 | 1932 |      | 31  |
| 10. | Шибенка               | 22   | 6    | 0    | 16   | 1906 | 2172 |      | 28  |
| 11. | Први партизан Ужице   | 22   | 3    | 0    | 19   | 1707 | 2125 |      | 25  |
| 12. | Борац Чачак           | 22   | 3    | 0    | 19   | 1844 | 2277 |      | 25  |

Легенда:

### Плеј-оф
1. Партизан - Југопластика 73:74
2. Југопластика - Партизан 75:70
3. Југопластика - Партизан 2:0

Друга утакмица финала је прекинута 28 секунди пре краја утакмице после прекида који су изазвали навијачи Југопластике погодивши Дивца новчићем у главу. Тренер Партизана Душко Вујошевић је незадовољан суђењем повукао своју екипу са терена. КСЈ је казнио Партизан регистровањем следеће утакмице за Југопластику службеним резултатом 2:0, чиме је Југопластика стекла трећу победу и освојила првенство.

## Састави екипа
| Екипа         | Играчи | Тренер           |
| ------------- | --- | ---------------- |
| Југопластика  | Зоран Сретеновић, Велимир Перасовић, Лука Павићевић, Тони Кукоч, Жељко Пољак, Жан Табак, Душко Ивановић, Дино Рађа | Божидар Маљковић |
| Партизан      | Александар Ђорђевић, Предраг Даниловић, Жељко Обрадовић, Дејан Парежанин, Јадран Вујачић, Миленко Савовић, Миладин Мутавџић, Владе Дивац, Оливер Поповић, Жарко Паспаљ, Иво Накић                                                   | Душко Вујошевић  |
| Босна         | Сејо Буква, Марио Приморац, Здравко Радуловић, Сабахудин Билаловић, Раденко Добраш, Ненад Марковић, Самир Авдић, Емир Мутапчић, Нихад Изић                                                                                          |                  |
| Црвена звезда | Зоран Радовић, Небојша Илић, Зоран Јовановић, Срђан Дабић, Иво Петовић, Слободан Јанковић, Предраг Богосављев, Зуфер Авдија, Стеван Караџић, Саша Обрадовић, Растко Цветковић, Мирко Павловић, Александар Гилић, Слободан Каличанин | Зоран Славнић    |
| Задар         | Дарко Пахлић, Петар Поповић, Младен Биланџић, Стипе Шарлија, Драженко Блажевић, Стојко Вранковић, Александар Трифуновић, Аријан Комазец, Денис Мујагић, Предраг Шарић                                                               | Драган Шакота    |
| Олимпија      | Јуре Здовц, Душан Хауптман, Петер Вилфан, Бобан Петровић, Радисав Ћурчић, Славко Котник, Вељко Петрановић, Жарко Ђуришић, Матјаж Товарник                                                                                           | Змаго Сагадин    |
| Цибона        | Иван Сунара, Аднан Бечић, Дражен Анзуловић, Данко Цвјетичанин, Небојша Разић, Владимир Ризман, Мирко Милићевић, Фрањо Араповић, Александар Петровић, Зоран Чутура, Миховил Накић                                                    | Владо Вањак      |
| Војводина     | Драгиша Шарић, Драган Тарлаћ, Сабахудин Билаловић, Никола Лазић, Ивица Обад, Ивица Мавренски | Душан Ивковић    |